# Městská knihovna Litovel
Městská knihovna Litovel je veřejná knihovna, jejímž zřizovatelem je město Litovel. Hlavní sídlo knihovny se nachází v Domě soukenického cechu na náměstí Svobody v Litovli, další pobočky pak má v místních částech Chořelice, Rozvadovice, Unčovice, Březové, Nasobůrky, Víska, Chudobín, Myslechovice, Nová Ves, Savín a Tři Dvory. Kromě základního univerzálního knihovního fondu buduje zejména fond regionální literatury Litovelska.

## Historie

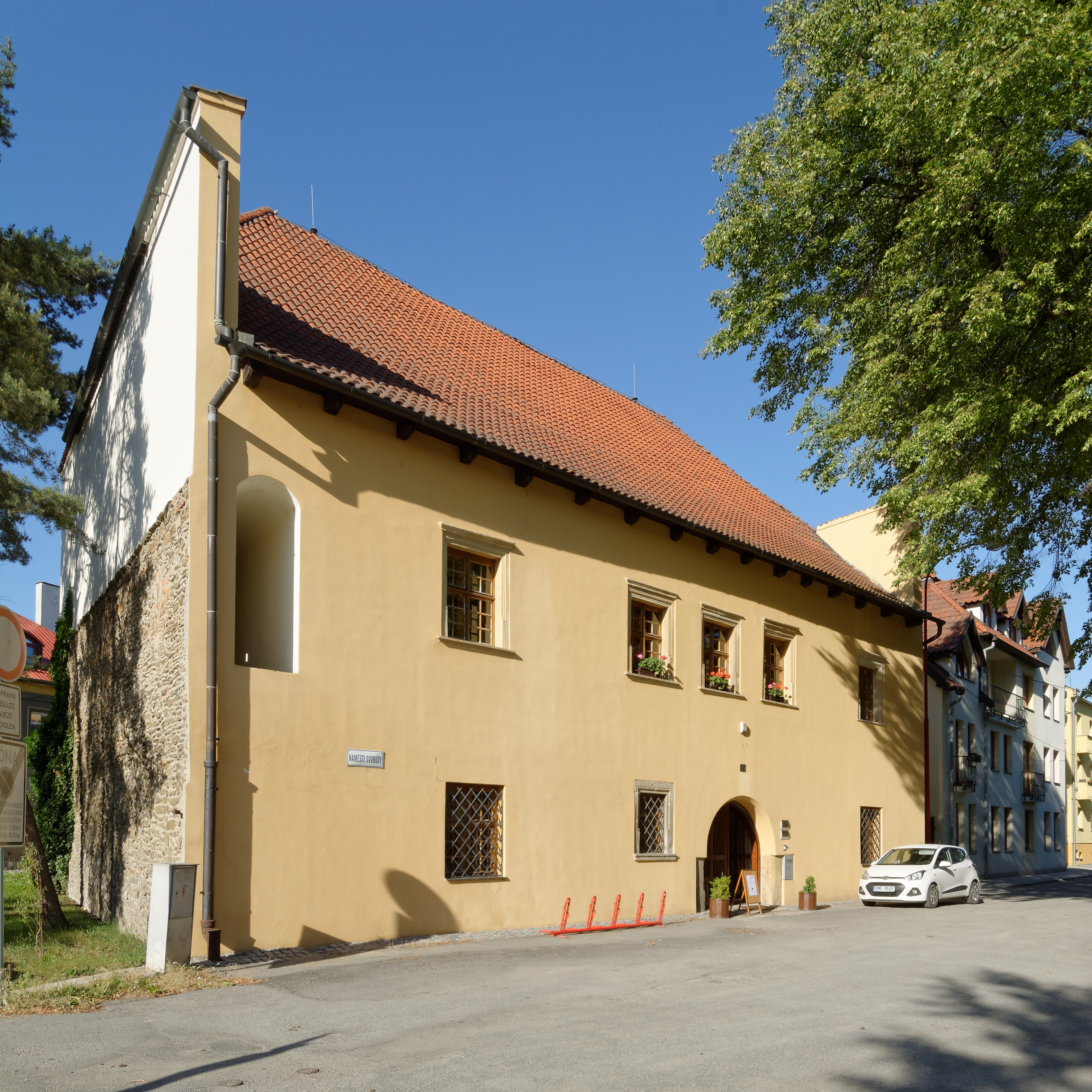
Dům soukenického cechu, sídlo knihovny od roku 1998

Počátky historie litovelské knihovny sahají do roku 1865, kdy byl ve městě založen čtenářský spolek, později pojmenovaný Měšťanská beseda. Ta postupně budovala svůj knihovní fond, který byl znatelně rozšířen zejména roku 1892, když beseda získala knihovnu místního vlastence Jana Havelky. Roku 1898 byla v budově tehdejší Sokolovny (postavené roku 1892) v Husově ulici zřízena veřejná lidová čítárna.
Zřízení samostatné veřejné knihovny navrhl obecnímu výboru na počátku roku 1903 muzejník (a pozdější starosta města) Jan Smyčka, přičemž jeho návrh byl velmi rychle realizován a knihovna byla otevřena již 8. dubna téhož roku. Původně sídlila v Jungmannově ulici v domě č. p. 654, roku 1904 však byla přesunuta do Sokolovny v Husově ulici. Tato budova však byla za první světové války, kdy v ní byl vojenský lazaret, velmi zdevastována. Roku 1920 se proto knihovna přestěhovala do budovy školy v ulici Komenského, roku 1937 se vrátila do Husovy ulice, tentokrát do Sochovy vily, a roku 1954 se přestěhovala do Okresního domu osvěty (bývalý Německý dům, dnes sídlo Městského klubu) na náměstí Přemysla Otakara. Na své současné adrese, v Domě soukenického cechu na náměstí Svobody, sídlí od roku 1998.